# Ambasiopsis georgiensis
Ambasiopsis georgiensis är en kräftdjursart som beskrevs av K. L. Barnard 1932. Ambasiopsis georgiensis ingår i släktet Ambasiopsis och familjen Lysianassidae. Inga underarter finns listade i Catalogue of Life.